# Рейчел Броснаген
Ре́йчел Елі́забет Бро́снаген (англ. Rachel Elizabeth Brosnahan; нар. 12 липня 1990, Мілвокі) — американська акторка театру, кіно і телебачення. Лауреатка премії «Золотий глобус». Зірка телесеріалу «Дивовижна місіс Мейзел».

## Життєпис
Рейчел Броснаген народилася в Мілвокі, штат Вісконсин, але зросла в Гайленд-Парку, штат Іллінойс, де закінчила середню школу. У 2012 році закінчила школу мистецтв Тіш Нью-Йоркського університету. Між цим почала кар'єру на телебаченні з появи в телешоу «Гарна дружина», «C.S.I.: Місце злочину Маямі» і «Анатомія Грей». Проривом стала роль Рейчел Поснер у серіалі Netflix «Картковий будинок» у 2013—15 роках, яка принесла їй номінацію на «Еммі» у 2015 році.
На початку 2014 року Рейчел Броснаген виконала другорядні ролі в серіалах «Чорний список» і «Чорний ящик». В 2014 році вона отримала одну з центральних ролей у серіалі WGN America «Мангеттен», а після провідну роль у мінісеріалі CBS The Dovekeepers.
У 2018 році за роль Міріам Мейзел в серіалі «Дивовижна місіс Мейзел» отримала премію «Золотий глобус» за найкращу жіночу роль в телесеріалі (комедія або мюзикл).
Рейчел є племінницею Кейт Спейд (при народжені Кейт Броснаген).

## Фільмографія

### Кіно
| Рік  | Назва українською      | Назва англійською            | Роль             | Примітки        |
| ---- | ---------------------- | ---------------------------- | ---------------- | --------------- |
| 2009 | Ненароджений           | The Unborn                   | Ліза             |                 |
| 2009 |                        | The Truth About Average Guys | Моллі            | Direct-to-video |
| 2011 |                        | Coming Up Roses              | Еліс             |                 |
| 2012 | Норд-естер             | Nor'easter                   | Еббі Грін        |                 |
| 2013 | Прекрасні створення    | Beautiful Creatures          | Женев'єва Дюкейн |                 |
| 2013 | Серцебиття Нью-Йорка   | A New York Heartbeat         | Тамара           |                 |
| 2014 | Я одержимий тобою      | I'm Obsessed with You        | Нейлл Фіцпатрік  |                 |
| 2015 | Голосніше, ніж бомби   | Louder Than Bombs            | Ерін             |                 |
| 2016 | Проти шторму           | The Finest Hours             | Беа Хансен       |                 |
| 2016 | День патріота          | Patriots Day                 | Джессіка Кенскі  |                 |
| 2017 |                        | Boomtown                     | Джеймі           |                 |
| 2018 |                        | Change in the Air            | Рен              |                 |
| 2019 | Шпигуни під прикриттям | Spies in Disguise            | Венді Бекетт     | голос           |
| 2020 | Код: Залізна кора      | The Courier                  | Емілі Донован    |                 |
| 2022 | Мертвий за долар       | Dead for a Dollar            | Рейчел Прайс     |                 |
| 2025 | Аматор                 | The Amateur                  | Сара             |                 |
| 2025 | Супермен               | Superman                     | Лоїс Лейн        |                 |

### Телебачення
| Рік       | Назва українською           | Назва англійською         | Роль                       | Примітки                                  |
| --------- | --------------------------- | ------------------------- | -------------------------- | ----------------------------------------- |
| 2010      | Милосердя                   | Mercy                     | Саманта                    | Епізод: «We’re All Adults»                |
| 2010      | Пліткарка                   | Gossip Girl               | Дівчина                    | Епізод: «It’s a Dad, Dad, Dad, Dad World» |
| 2010      | Гарна дружина               | The Good Wife             | Кейтлін Фентон             | Епізод: «Poisoned Pill»                   |
| 2010      | Лікування                   | In Treatment              | Хвора                      | Епізод: «Jesse: Week Six»                 |
| 2011      | C.S.I.: Місце злочину Маямі | CSI: Miami                | Мелані Гарланд             | Епізод: «Countermeasures»                 |
| 2013      | Анатомія Грей               | Grey’s Anatomy            | Браян Вестон               | Епізод: «The Face of Change»              |
| 2013      | Помаранчевий — хіт сезону   | Orange Is the New Black   | Маленька Еллі              | Епізод: «Bora Bora Bora»                  |
| 2013-2015 | Картковий будинок           | House of Cards            | Рейчел Поснер              | Регулярна роль, 19 епизодів               |
| 2014      | Чорний список               | The Blacklist             | Джолін Паркер / Люсі Брукс | 6 епізодів                                |
| 2014      | Чорний ящик                 | Black Box                 | Даліда Бьюкенен            | 5 епізодів                                |
| 2014-2015 | Мангеттен                   | Manhattan                 | Еббі Айзекс                | Регулярна роль                            |
| 2014      | Що знає Олівія?             | Olive Kitteridge          | Патті Хоу                  | Мінісеріал                                |
| 2015      | Берегині голубів            | Dovekeepers               | Яель                       | Мінісеріал                                |
| 2016      | Криза в шести сценах        | Crisis in Six Scenes      | Еллі                       | Мінісеріал                                |
| 2017-2019 | Дивовижна місіс Мейзел      | The Marvelous Mrs. Maisel | Міріам «Мідж» Мейзел       | Регулярна роль                            |